# Zarękawie

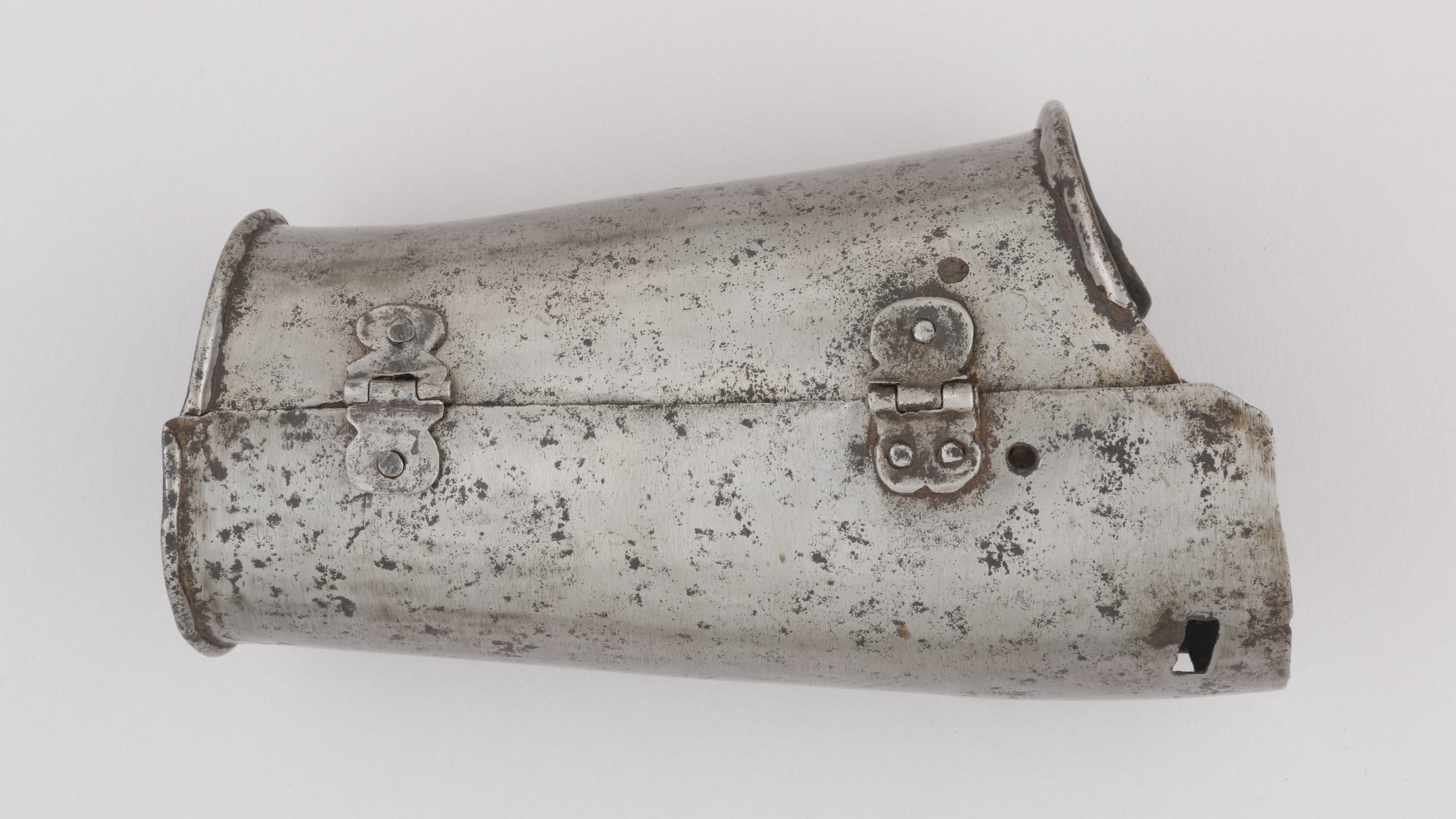
Zarękawie, XV w.

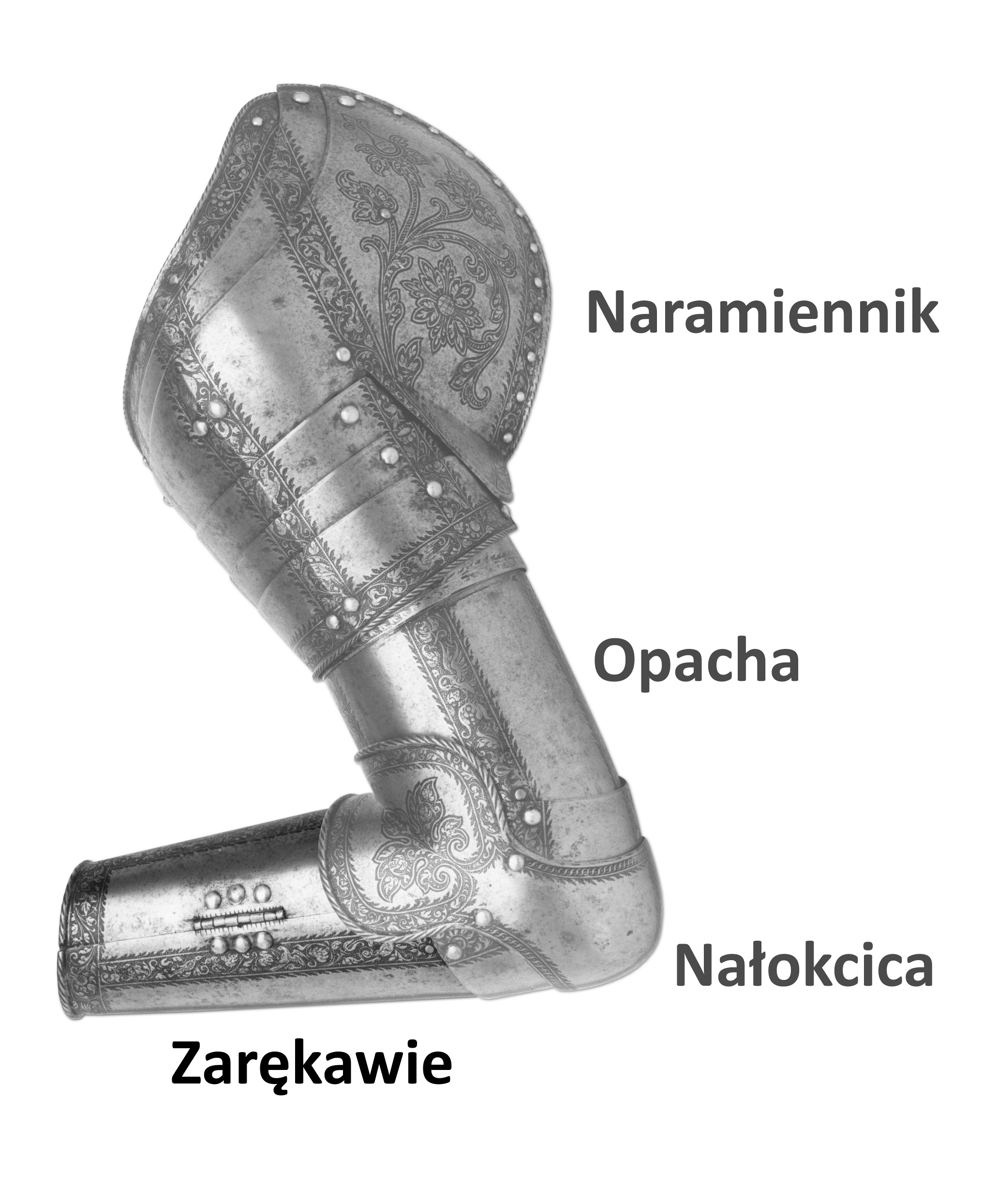
Zarękawie jako część naręczaka

Zarękawie – część zbroi płytowej, chroniąca rękę od łokcia do dłoni, wchodząca w skład naręczaka.
W połowie XIII w. zaczęto wzmacniać dotychczasową osłonę ramienia w postaci kolczego rękawa płytkami osłaniającymi łokieć, górną i dolną część ramienia.   W latach 1320. pojawiły się już bardziej zaawansowane formy w postaci wklęsłych blach ("rynien") otaczających ramiona, by z początkiem XV w. stać się częścią kompletnego naręczaka pełnej zbroi płytowej, a w drugiej jego połowie przyjąć ostateczną formę pancernej rury, chroniącej ramię (w przypadku najdroższych i najlepszych zbroi).
Od XVII wieku polska jazda (m.in. husaria) używała wschodniego typu zarękawi - karwaszy.